# Sławek Jaskułke
Sławek Jaskułke, właśc. Sławomir Jaskułke (ur. 2 stycznia 1979 w Pucku) − polski pianista jazzowy, kompozytor muzyki fortepianowej, orkiestrowej, teatralnej i filmowej, aranżer, producent muzyczny. Artysta poruszający się w obszarach muzyki ilustracyjnej i kontemplacyjnej. Jego twórczość inspirowana przyrodą (album „Sea”) i naturą człowieka („Senne”) wyraźnie podąża w kierunku kolorystyki i barwy dźwięku.

## Życiorys
Absolwent Katedry Jazzu i Muzyki Estradowej Akademii Muzycznej w Gdańsku (dyplom z wyróżnieniem). W 2016 roku uzyskał stopień doktora sztuk muzycznych w dyscyplinie artystycznej instrumentalistyka.
Od początku związany z trójmiejskim środowiskiem muzyki improwizowanej i jazzowej. Karierę zaczynał w zespole klarnecisty Emila Kowalskiego, u boku którego zdobył doświadczenie w stylistyce jazzu klasycznego i okresu bebopu. W roku 2000 wziął udział w Jazz Campingu Kalatówki, gdzie został zauważony przez jednego z najwybitniejszych polskich twórców muzyki jazzowej Zbigniewa Namysłowskiego. Od tej pory Jaskułke tworzy trzon Kwartetu i Kwintetu Namysłowskiego, nagrywając szereg znakomicie przyjętych przez publiczność i prasę muzyczną płyt ("Standards", "Assymetry", "Nice and Easy", Polish Jazz – Yes").
Ma za sobą występy na największych scenach świata, m.in. International Performing Arts Center w Moskwie, Symphony Hall w Chicago, Carnegie Hall w Nowym Jorku. Brał udział w największych światowych festiwalach, m.in. North Sea Jazz Festival, Berlin Jazz Fest, Red Sea Jazz Festival, Padova Jazz Festival, Garana International Jazz Festival, Jazz Jamboree. Koncertował w kilkudziesięciu krajach świata i na niemal wszystkich kontynentach. W 2006 roku reprezentował Polskę na festiwalu Music Beyond Borders w Hongkongu, co zaowocowało wydaniem solowej płyty "Jaskułke – Hong Kong". W lipcu 2012 roku wystąpił solo w słynnych Ogrodach Luksemburskich w Paryżu na Festiwalu "Chopin w Ogrodach Luksemburskich". W czerwcu 2013 wziął udział w Festiwalu Kultury Polskiej "Corso Polonia" w Rzymie. W grudniu 2016 odbył trasę koncertową po Japonii.
Twórca projektu “Chopin na pięć fortepianów” prezentowanego premierowo na Światowej Wystawie EXPO 2010 w Szanghaju. Jesienią 2011 roku projekt prezentowany był na scenie Forbidden City Concert Hall Beijing (Sala Koncertowa Zakazanego Miasta w Pekinie), oraz Nanyang Academy of Fine Arts w Singapurze. Oficjalnym partnerem trasy koncertowej był STEINWAY & SONS. Specjalny cykl koncertów miał miejsce podczas spotkań w ramach Przewodnictwa Polski w Radzie Unii Europejskiej dla Ministerstw: Spraw Zagranicznych, Nauki i Szkolnictwa Wyższego oraz Ministerstwa Zdrowia.
Kompozytor muzyki do filmu Wojtka Radtke inspirowanego twórczością Tadeusza Kantora “Popatrz! Życie nie istnieje tylko tutaj, ale da da (tam, tam)!”. Premierowa projekcja filmu miała miejsce 15 lipca 2011 r. w Krakowie w ramach promocji Miasta Sopot. Film został wyświetlony na murach Zamku Królewskiego na Wawelu. Autor muzyki do spektaklu "Trash Story" w reżyserii Eweliny Pietrowiak (Teatr Ateneum Warszawa, 2008). Kompozytor muzyki do arcydzieł kina niemego: "Wicher" (reż. Victor Sjöström) – pokaz w ramach Festiwalu Święto Niemego Kina Warszawa 2005; "Joanna D’Arc" (reż. Carl Theodor Dreyer) – pokaz w ramach Festiwalu Święto Niemego Kina Warszawa 2006; "Mocny Człowiek" (reż. Henryk Szaro) – pokaz w ramach Festiwalu Festiwal Filmowy Hradec Kralove 2007; "Gorączka Złota" (reż. Charlie Chaplin) – pokaz w ramach Festiwalu Nieme Na Żywo Gdańsk 2012.

## Nagrody i wyróżnienia
- 2020 Stypendium Marszałka Województwa Pomorskiego dla Twórców Kultury
- 2020 Stypendium dla Twórców Kultury miasta Sopot
- 2015 Nagroda Roku magazynu „High Fidelity” w kategorii Muzyka dla płyty "Sea"
- 2015 Nominacja do Pomorskiej Nagrody Artystycznej za płytę "Sea"
- 2013 Stypendium Miasta Gdańska dla Twórców Kultury
- 2012 Nominacja do Pomorskiej Nagrody Artystycznej za projekt "Chopin na pięć fortepinów"
- 2011 Stypendium Marszałka Województwa Pomorskiego dla Twórców Kultury
- 2011 Stypendium dla Twórców Kultury miasta Sopot
- 2006 Nagroda Fryderyka Polskiego Przemysłu Fonograficznego Fryderyki 2006 w kategorii Jazzowy Album Roku (za płytę Zbigniew Namysłowski – Assymetry z udziałem Sławka Jaskułke)

- 2005 Nominacja do nagrody Polskiego Przemysłu Fonograficznego Fryderyki 2005 w kategorii Jazzowy Album Roku (za płytę Jaskułke & Orkiestra Kameralna Hanseatica – Fill The Harmony Philharmonics)
- 2005 Nominacja do nagrody Polskiego Przemysłu Fonograficznego Fryderyki 2005 w kategorii Jazzowy Muzyk Roku

- 2003 Nominacja do nagrody Polskiego Przemysłu Fonograficznego Fryderyki 2003 w kategorii Jazzowy Album Roku (za płytę Zbigniew Namysłowski "Standards" z udziałem Sławka Jaskułke)

- 2002 "Nadzieja Roku" magazynu Jazz Forum
- 2002 Nagroda Stowarzyszenia Melomanów w Łodzi Grand Prix Jazz Melomani w kategorii Nadzieja Roku

- 2002 Indywidualność Jazzowa Konkursu Zespołów Jazzowych i Bluesowych w Gdyni
- 2002 Laureat Konkursu Standardów Jazzowych w Siedlcach
- 2001 "PEGAZ" nagroda Telewizji Polskiej
- 2001 "Nadzieja Roku" magazynu Jazz Forum
- 2001 XXVII Pomorska Jesień Jazzowa – nagroda główna "Klucz do Kariery"

## Dyskografia
| Albumy autorskie: - Sławek Jaskułke – Park.Live, Nature Concrete Music Vol.I (2020) - Sławek Jaskułke – Park.Live, Nature Concrete Music Vol.I Japan Edition (2020) - Sławek Jaskułke – The Son (2019) - Sławek Jaskułke – Senne Part II Japan Edition (2019) - Sławek Jaskułke Sextet – Komeda Recomposed (2018) - Sławek Jaskułke Sextet – Komeda Recomposed Japan Edition (2018) - Sławek Jaskułke – Moments Japan Edition (2017) - Sławek Jaskułke – Senne Japan Edition (2017) - Sławek Jaskułke – Senne (2016) - Sławek Jaskułke – Sea Japan Edition (2015) - Sławek Jaskułke Trio – ON (2015) - Sławek Jaskułke – Sea (2014) - Sławek Jaskułke – Moments (2013) - Jaskułke & Wyleżoł – DuoDram Lalala Koncert (2012) - Jaskułke & Wyleżoł – DuoDram (2011) - Sławek Jaskułke – Hong Kong (2009) - Sławek Jaskułke & Hanseatica Orchestra – Fill the Harmony Philharmonics (2005) - Jaskułke 3yo – Sugarfree (2004) - Sławek Jaskułke – Live Gdynia Summer Jazz Days 2001 (2002) Albumy ze Zbigniewem Namysłowskim: - Zbigniew Namysłowski Quintet – Polish Jazz Yes! (2016) - Zbigniew Namysłowski Quintet – Nice & Easy (2009) - Zbigniew Namysłowski Quintet – Assymetry (2006) - Zbigniew Namysłowski Quartet – Standards (2003) Pozostałe albumy: - Wojciech Staroniewicz – Alternations (2008) - Przemek Dyakowski, Leszek Możdżer, Sławek Jaskułke – Melisa (2007) – złota płyta - Jacek Kochan – Yearning (2006) - Jacek Kochan – Double Life of a Chair (2002) | - Jerzy Małek Group – Bop Beat (2009) - Krzysztof Pacan – Facing The Challenge (2011) - Ireneusz Wojtczak – Region Łódź (2010) - Pink Freud – Sorry Music Polska (2003) - Pink Freud – Jazz Fajny Jest (remix & live) (2005) - Tomek Sowiński & The Collective Improvisation Group – Illustration (2006) - Piotr Zastróżny – Album. Live In Studio (2005) - Emil Kowalski – Playing Benny Goodman... (2003) - Polish Jazz at Porgy & Bess 2002-2004 Live in Vienna (2004) - EWA – Film Music (2011) - Novika – Tricks of Life (2006) - Cezary Paciorek – Shalom (2001) - Psalmy. Artyści Polscy Janowi Pawłowi II w Hołdzie (2007) - Bassisters Orchestra – Bassisters Orchestra (2002) - Waldemar Chyliński – Słowa, słowa (2002) |